# Acacia armitii
Acacia armitii é uma espécie de leguminosa do gênero Acacia, pertencente à família Fabaceae.